# الفوج 66 للمشاة
الفوج 66 للمشاة أُحدِث سنة 1672، وعند إنشائه كان الفوج الرابع السويسري في خدمة فرنسا. ويمثل عدد 66، مرتبة إحداث المشاة في القوات المسلحة الفرنسية.